# Porcataraneus nanshenensis
Porcataraneus nanshenensis is een spinnensoort uit de familie wielwebspinnen (Araneidae). De wetenschappelijke naam van de soort werd voor het eerst geldig gepubliceerd in 1990 door Yin, Wang, Xie en Peng als Araneus nanshanensis. De soort komt voor in China.